# James Gleason
James Austin Gleason (ur. 23 maja 1882 w Nowym Jorku, zm. 12 kwietnia 1959 w Los Angeles) – amerykański aktor i scenarzysta, nominowany do Oscara za rolę drugoplanową w filmie Awantura w zaświatach.

## Filmografia
- 1929: Melodia Broadwayu jako wydawca muzyczny (niewymieniony w czołówce)
- 1931: Wolne dusze jako Eddie
- 1938: Army Girl jako sierżant Hennessy
- 1941: Obywatel John Doe jako Henry Connell
- 1941: Awantura w zaświatach jako Max Corkle
- 1941: Obywatel John Doe jako Henry Connell
- 1941: Laski na Broadwayu jako Thornton Reed
- 1944: Arszenik i stare koronki jako porucznik policji Rooney
- 1944: Klucze królestwa jako ksiądz Wilbur Fiske
- 1945: Drzewko na Brooklynie jako McGarrity
- 1947: Żona biskupa jako Sylvester
- 1950: Key to the City jako sierżant Hogan
- 1950: Riding High jako sekretarz
- 1954: Hollywood Thrill-Makers jako Risky Russell
- 1954: Nagle jako Peter "Pop" Benson
- 1955: Noc myśliwego jako Birdie Steptoe
- 1956: Alfred Hitchcock przedstawia (serial) jako pan Jorgy (odc.4), Howard Fieldstone (odc. 22)
- 1957: Kochając ciebie jako Carl Meade